# Flămînzeni, Sîngerei
Flămînzeni este un sat din cadrul comunei Coșcodeni din raionul Sîngerei, Republica Moldova.

## Personalități
- Grigore Baștan - general-maior, parașutist român.